# Наруксовский сельсовет
Наруксовский сельсовет — сельское поселение в Починковском районе Нижегородской области Российской Федерации.
Административный центр — село Наруксово.

## История
Статус и границы сельского поселения установлены Законом Нижегородской области от 18 августа 2005 года № 117-З «Об утверждении границ, состава территории Починковского муниципального района, границ и состава территорий муниципальных образований, входящих в состав Починковского муниципального района»

## Население
| 2002  | 2010  | 2012  | 2013  | 2014  | 2015  | 2016  |
| ----- | ----- | ----- | ----- | ----- | ----- | ----- |
| 3692  | ↘3099 | ↘3003 | ↘2929 | ↘2869 | ↘2809 | ↘2737 |
| 2017  | 2018  | 2019  | 2020  |       |       |       |
| ↘2693 | ↘2661 | ↘2566 | ↘2504 |       |       |       |

## Состав сельского поселения
| №  | Населённый пункт | Тип населённого пункта       | Население |
| -- | ---------------- | ---------------------------- | --------- |
| 1  | Азрапино         | село                         | ↘561      |
| 2  | Алексеевка       | деревня                      | ↘21       |
| 3  | Виноградовка     | деревня                      | →0        |
| 4  | Воздвиженка      | деревня                      | ↘0        |
| 5  | Кобыленка        | посёлок                      | ↘1        |
| 6  | Коммунар         | посёлок                      | ↘269      |
| 7  | Константиновка   | село                         | ↘84       |
| 8  | Криуша           | село                         | ↘265      |
| 9  | Наруксово        | село, административный центр | ↘1386     |
| 10 | Новомихайловка   | село                         | ↘0        |
| 11 | Новониколаевка   | село                         | ↘15       |
| 12 | Новотроицкое     | деревня                      | ↘25       |
| 13 | Романовка        | деревня                      | ↘0        |
| 14 | Садовка          | деревня                      | ↘0        |
| 15 | Учуево-Майдан    | село                         | ↘472      |